# Kostrzewa olbrzymia
 Kostrzewa olbrzymia  (Festuca gigantea (L.) Vill. lub Lolium giganteum (L.) Darbysh.) – gatunek rośliny z rodziny wiechlinowatych o problematycznej pozycji systematycznej – tradycyjnie zaliczany do rodzaju kostrzewa Festuca, ale bliżej spokrewniony z rodzajem życica Lolium.

## Zasięg występowania
Występuje w całej niemal Europie i na obszarach Azji o klimacie umiarkowanym i zimnym, a także ciepłym (India, Nepal, Pakistan). W Polsce jest gatunkiem pospolitym.

## Morfologia

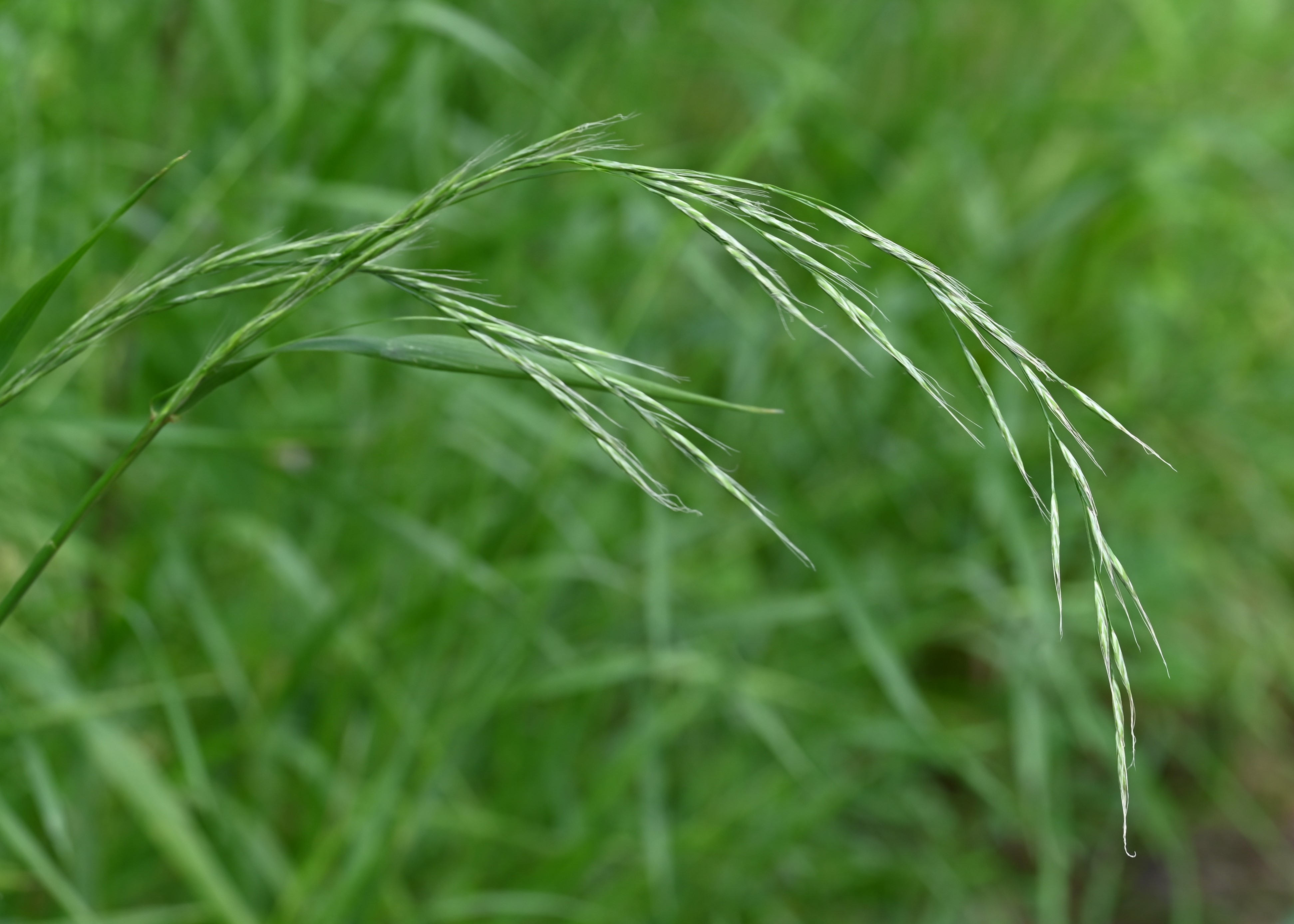
Kwiatostan

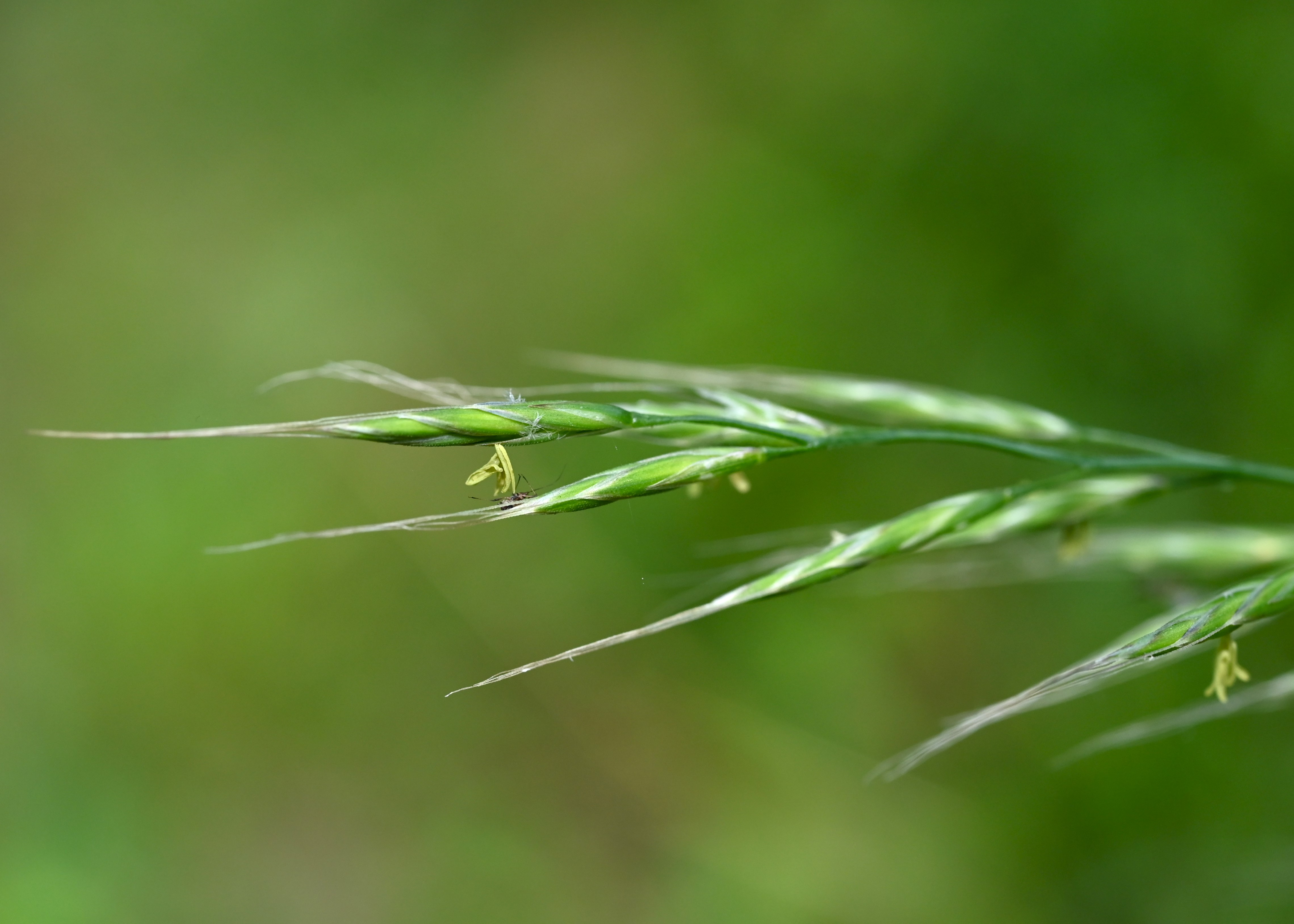
Kłoski

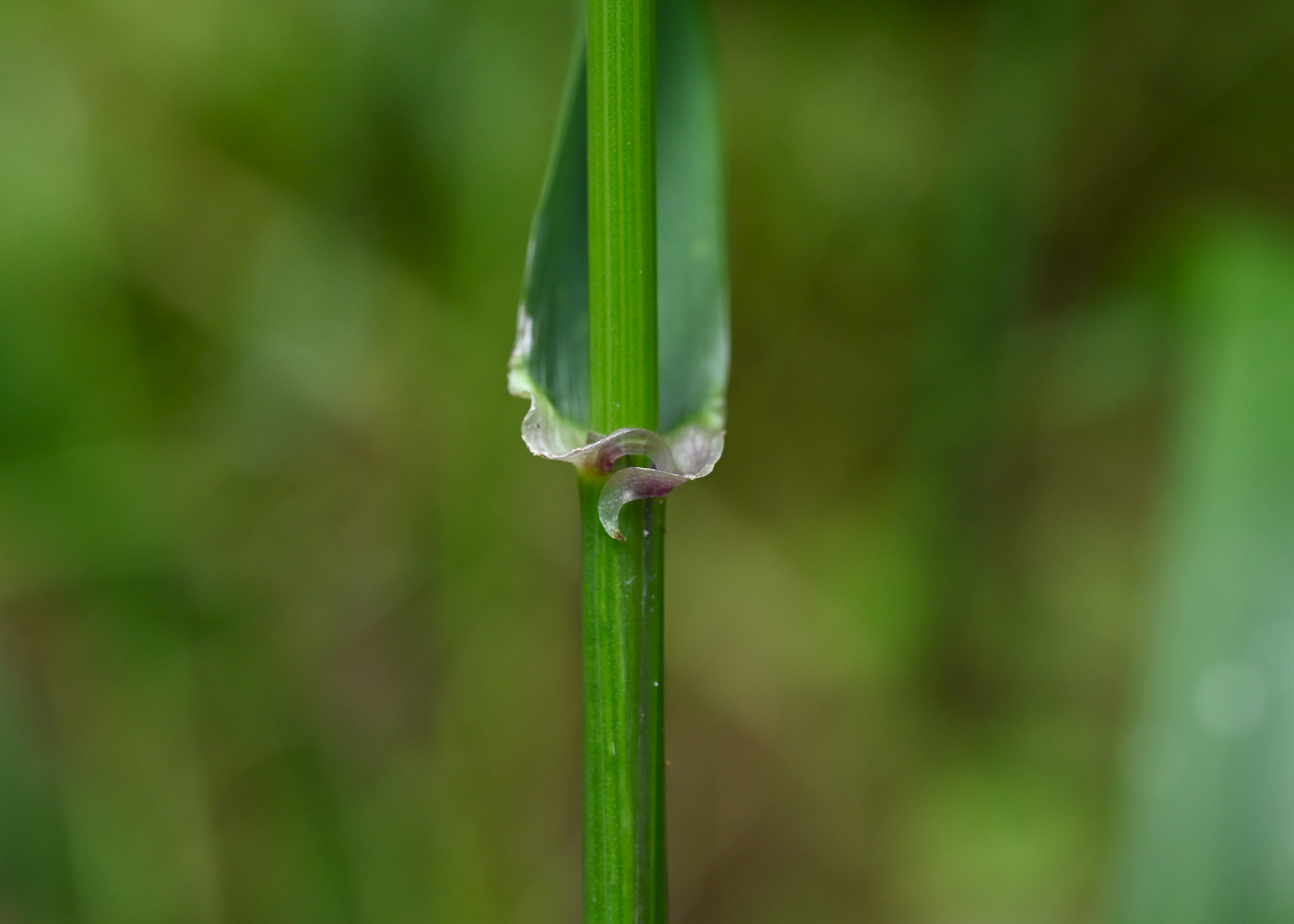
Ostrogi u nasady blaszki

PokrójWieloletnia wysoka luźnokępkowa żywo zielona trawa.
ŁodygaSłabo ulistniona o źdźbłach łukowato podnoszących wysokości od 0,6 do 1,5 m.
LiścieDługie, zwisające, szerokie od 0,6-1,5 cm, soczysto zielone, o wiotkiej blaszce i otwartej pochwie liściowej. U wylotu pochew liściowych charakterystyczne, wydatne dwa sierpowate uszka. Języczek krótki, ucięty. Na źdźbłach występuje od trzech do pięciu siedzących liści, obejmujących je dwoma dużymi uszkami.
KwiatyZebrane w luźną i słabo rozgałęzioną, zwisająca, o cienkich gałązkach wiechę o długości do 40 cm, która w okresie kwitnienia staje się rozpierzchła, po przekwitnięciu znów ścieśnia się. Najniższa gałązka wiechy zawiera 4–6 kłosków, a jej odgałęzienia 1–3 kłoski. Kłoski mają długość ok. 1 cm i zawierają przeważnie 7–8 kwiatów o ostro zakończonych plewach, z lekko falistą długą do 2 cm ością. Plewki dolne są sztywne.

## Biologia i ekologia
RozwójBylina, hemikryptofit, (pączki zimujące znajdują się na poziomie ziemi). Kwitnie w okresie od czerwca do lipca. Dobrze znosi mrozy i suszę.
SiedliskoRośnie w lasach liściastych i zaroślach, zwłaszcza w zbiorowiskach łęgowych w dolinach potoków na glebach piaszczystych i próchnicznych, zasobniejszych, wilgotnych, obojętnych lub nisko zasadowych. Preferuje stanowiska słoneczne, umiarkowanie zacienione, umiarkowanie chłodne warunki klimatyczne.
FitosocjologiaW klasyfikacji zbiorowisk roślinnych gatunek charakterystyczny (Ch.) dla związku (All.)  Alno-Ulmion. Gatunek wyróżniający dla zespołu (Ass.) podgórskiego łęgu jesionowego (Carici remotae-Fraxinetum). Gatunek neutralny wobec kontynentalizmu.

## Zmienność
Tworzy mieszańce z k. czerwoną, kostrzewą łąkową, k. owczą, k. różnolistną, k. trzcinowatą.